# Mark Caughey
Mark Caughey (Belfast, 27 de agosto de 1960) é um ex-futebolista norte-irlandês.

## Carreira
Jogou entre 1978 e 1996, se destacando mais com a camisa do Bangor, onde atuou em 43 partidas e marcou 14 gols. Atuaria também por Glentoran, RUC, Linfield, Hibernian, Burnley (por empréstimo), Hamilton Academical, Motherwell, Ards e Limavady United. 
Pela Seleção Norte-Irlandesa, Caughey foi à Copa de 1986, sendo um dos dois atletas convocados que atuavam por seu país natal - o outro foi o goleiro reserva Jim Platt. Não entrou em campo em nenhuma partida da equipe, que caiu na primeira fase. Disputaria duas partidas com a Irlanda do Norte no mesmo ano, nunca mais sendo convocado a partir daí.
Encerrou a carreira em 1996, defendendo o Portstewart, time que disputa a IFA Championship, a segunda divisão da Irlanda do Norte.